# Peter Fries

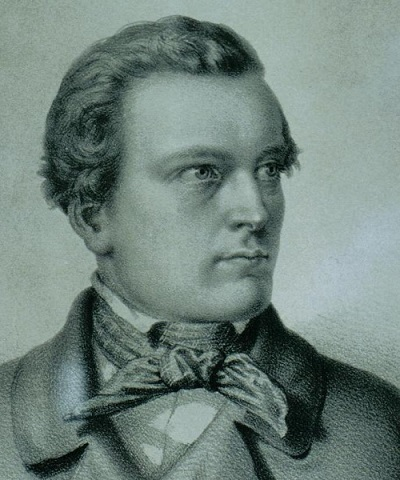
Peter Fries als Rechtskandidat (1847)

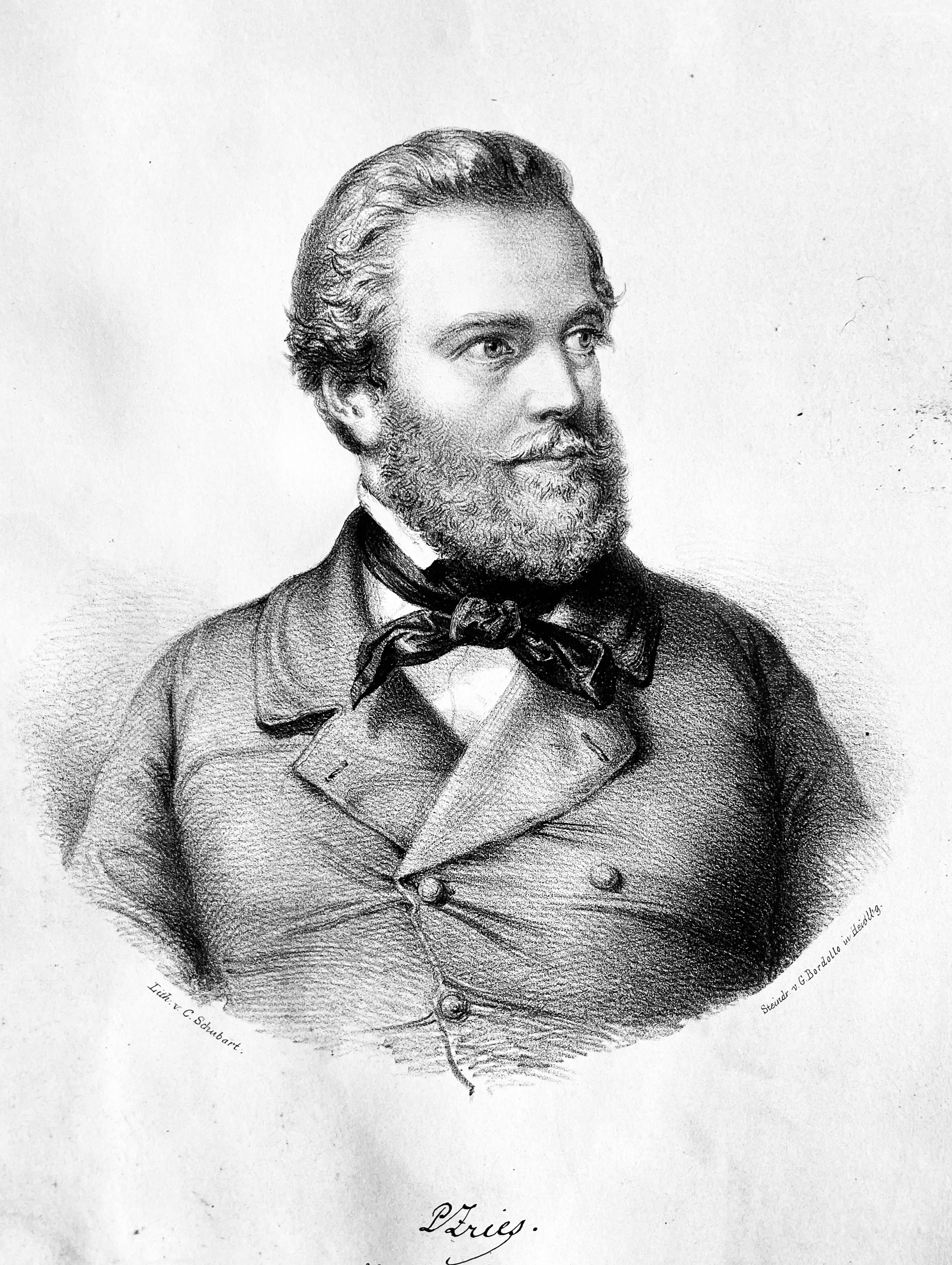
Peter Fries (mit Bart), Lithografie von Carl Schubart

Bekanntmachung der provisorischen Regierung der Pfalz über die Trennung der Pfalz von Bayern, 1849

Christian Peter Fries (* 12. November 1820 in Grünstadt; † 31. Juli 1851 in Montpellier) war ein deutscher Politiker und Revolutionär.

## Leben
Fries war ein Sohn des Friedensrichters und Gutsbesitzers Christian Ernst Fries und seiner Frau Caroline Haffner. Er besuchte die Lateinschule Grünstadt sowie das Gymnasium in Speyer und studierte ab 1841 Rechtswissenschaften in Würzburg. Dort gründete er 1842 das Corps Rhenania, dessen Präses und Ehrenmitglied er wurde.
Als Rechtskandidat in Frankenthal wurde er 1848 Mitbegründer des demokratischen Vereins der Stadt. Am Abend des 2. Mai 1849 wurde er in Kaiserslautern in den zehnköpfigen „Landesausschuß für die Verteidigung und Durchführung der Reichsverfassung“ gewählt. Dort gehörte er zu den aktiven Mitgliedern.
Am 17. Mai stimmte eine Versammlung von 28 Vertretern der pfälzischen Kantone mit knapper Mehrheit (15:13 Stimmen) für den pfälzischen Aufstand im Rahmen der Reichsverfassungskampagne. Anschließend wurde Fries mit 28 Stimmen zum Ersatzmann einer provisorischen Regierung gewählt, durch das „Loos” wurde er 2. Ersatzmann“. Da mehrere der Gewählten dort nicht eintraten, rückte er nach.
Fries gehörte als Justizminister der fünfköpfigen Provisorischen Regierung der Rheinpfalz an. Nach der Niederschlagung des Aufstandes floh er im Juni über die Schweiz nach Frankreich. In Montpellier studierte er Medizin, starb aber 1851 an Typhus. Zuvor hatte ihn noch das pfälzische Appellationsgericht in Zweibrücken in Abwesenheit wegen Hoch- und Staatsverrats zum Tode verurteilt. In der Anklag-Akte stand er an siebter Stelle.

## Familie
Fries hatte 12 ältere Geschwister, sein Bruder Eduard war 1833 Teilnehmer am Frankfurter Wachensturm, sein Bruder Christian war Arzt in Grünstadt und 1848 bei der Gründung des Volksvereins engagiert. Eine der Schwestern, Ernestine Augustine, hatte den Frankenthaler Anwalt Carl Alexander Spatz geheiratet, er vertrat 1848/49 den Wahlkreis in der Frankfurter Nationalversammlung.
Helene Haffner, die Großmutter der Geschwister Fries, war eine Cousine von Johann Wolfgang Goethe.